# Ja, Tonya (2017.)
Ja, Tonya (eng. I, Tonya) je američki biografski film iz 2017. godine kojeg je režirao Craig Gillespie, a napisao Steven Rogers. Radnja filma vrti se oko klizačice Tonye Harding i njezine umiješanosti u napad na suparnicu Nancy Kerrigan koji se dogodio 1994. godine. U filmu su glavne uloge ostvarili Margot Robbie u ulozi Tonye Harding (Robbie je također i jedna od producentica filma), Sebastian Stan u ulozi Jeffa Gilloolyja (supruga Tonye Harding) i Allison Janney u ulozi LaVone Fay Golden (majka Tonye Harding). U ostalim ulogama pojavljuju se Julianne Nicholson, Caitlin Carver i Bobby Cannavale.
Film Ja, Tonya svoju je svjetsku premijeru imao na filmskom festivalu u Torontu dana 8. rujna 2017. godine, a u službenu kino distribuciju u SAD-u krenuo je 8. prosinca 2017. godine. Dana 18. siječnja 2018. krenuo je u službenu kino distribuciju u hrvatskim kinima. Film je pobrao hvalospjeve kritičara diljem svijeta, uz posebne pohvale za glumačke nastupe Robbie i Janney. Na dodjeli nagrade Zlatni globus, Janney je pobijedila u kategoriji najbolje sporedne glumice, a sam film za tu je nagradu nominiran i u kategorijama najboljeg filma (mjuzikl/komedija) i najbolje glumice (u mjuziklu/komediji). Robbie i Janney također su nominirane i u kategorijama najbolje glumice i najbolje sporedne glumice za nagradu Udruženja glumaca Amerike te za britansku prestižnu nagradu BAFTA (za tu je nagradu film nominiran sveukupno u pet kategorija, uključujući i onu za najbolji originalni scenarij).

## Radnja
Tijekom 70-ih godina prošlog stoljeća u Portlandu (država Oregon) četverogodišnju Tonyu Harding njezina majka, LaVona Golden, prisiljava klizati. Kako Tonya odrasta, LaVona ju ispisuje iz škole kako bi se u potpunosti posvetila klizačkoj karijeri tijekom koje do iznemoglosti trenira s Diane Rawlinson. Kao mlada djevojka, Tonya vrlo brzo postaje najbolja klizačica u SAD-u. Protivno volji njezine majke, Tonya ulazi u vezu s problematičnim Jeffom Gilloolyjem.
Ipak, u svijetu umjetničkog klizanja Tonya konstantno nailazi na predrasude sudaca zbog svojeg white trash izgleda (u slobodnom prijevodu "bijelo smeće") bez obzira na to što je njezin talent više nego očit (jedina je klizačica koja je uspjela izvesti trostruki okret) i bez obzira na konstantne pobjede. Na Zimskim olimpijskim igrama 1992. godine završava na četvrtom mjestu te se vraća u Portland i zapošljava kao konobarica. Trenerica Diane nagovara je da započne trenirati za nadolazeće Zimske olimpijske igre 1994. godine. Jednoga dana tijekom treninga dobiva prijetnju smrću. U pokušaju da se osveti, njezin suprug Jeff dogovara da prijetnja smrću bude poslana i Tonyjinoj suparnici Nancy Kerrigan, ali njegov prijatelj Shawn Eckhardt umjesto toga unajmljuje dvojicu otpadnika koji fizički napadnu Nancy.
Uskoro FBI uhićuje Tonyu, Shawna i Jeffa, ali odgode Tonyjino suđenje kako bi se mogla natjecati na Olimpijadi na kojoj završava na osmom mjestu. Sudac joj izriče uvjetnu kaznu, visoku novčanu kaznu te joj zabranjuje da do kraja života ikada više stane na led u bilo kojem obliku i formi. Emotivno ispražnjena, Tonya se okreće boksu, a Jeff pred kraj filma priznaje da je on odgovoran što joj je uništio karijeru.

## Glumačka postava
- Margot Robbie kao Tonya Harding
  - Mckenna Grace kao mlada Tonya Harding
- Sebastian Stan kao Jeff Gillooly, ljubavnik i prijatelj, a kasnije i suprug Tonye Harding
- Allison Janney kao LaVona Fay Golden, majka Tonye Harding
- Julianne Nicholson kao Diane Rawlinson, trenerica Tonye Harding
- Caitlin Carver kao Nancy Kerrigan, klizačka suparnica Tonye Harding i žrtva napada iz 1994. godine
- Bojana Novaković kao Dody Teachman, još jedna trenerica Tonye Harding
- Paul Walter Hauser kao Shawn Eckhardt, tjelohranitelj i prijatelj Jeffa Gilloolyja
- Bobby Cannavale kao Martin Maddox, producent tabloidne televizijske emisije Hard Copy
- Dan Triandiflou kao Bob Rawlinson, suprug od Diane
- Ricky Russert kao Shane Stant, bivši robijaš kojeg su Jeff i Shawn unajmili da napadne Nancy

## Produkcija
Scenarist Steven Rogers dobio je inspiraciju za pisanje filma nakon što je pogledao dokumentarni film o umjetničkom klizanju u kojem je spomenuta Tonya Harding. Rogers je odmah dogovorio intervjue s Harding i njezinim bivšim suprugom Jeffom Gilloolyjem. Oboje su se prisjetili napada na Nancy Kerrigan iz 1994. godine u potpuno različitim verzijama. Rogers je u jednom od intervjua izjavio: "Upravo je to bio način na koji sam prišao pisanju priče: stavit ću u nju sve verzije i pustiti publici neka sama odluči koja je točn(ij)a".
Glumica Margot Robbie koja u filmu tumači ulogu Tonye Harding (i koja je jedna od producentica filma) nije znala da je scenarij temeljen na istinitom događaju sve dok ga nije pročitala do kraja. Prije početka samog snimanja, Robbie je iz Los Angelesa otišla do Portlanda (država Oregon) kako bi upoznala Harding. Kako bi se pripremila za scene klizanja, Robbie je trenirala puna četiri mjeseca. U filmu se Heidi Munger i Anna Malkova pojavljuju kao glumačke zamjene tijekom scena klizanja, a Sarah Kawahara je bila glavna trenerica i koreografkinja.
Rogers je lik LaVone, majke od Tonye Harding, napisao imavši na umu glumicu Allison Janney; njih dvoje bili su dugogodišnji prijatelji, ali "zvijezde se nikada nisu spojile" i dovele ih u zajednički projekt sve dok Rogers nije napisao scenarij za film Ja, Tonya. Janney je u jednom od intervjua izjavila da joj je uloga LaVone bila najizazovniji glumački rad u dosadašnjoj karijeri.
Snimanje filma započelo je u siječnju 2017. godine u Maconu (država Georgia), a klizalište Macon poslužilo je kao set. Tijekom snimanja Robbie je konstantno patila od bolova u vratu zbog čega je vrlo često morala obavljati preglede i snimanja kako bi se ustanovilo je li sigurno da može nastaviti snimati scene klizanja. Snimanje je završeno u veljači iste godine.

## Kino distribucija
Film Ja, Tonya svjetsku je premijeru imao na filmskom festivalu u Torontu dana 8. rujna 2017. Nedugo potom kompanija Neon otkupila je prava na američku kino distribuciju filma u koju je krenuo 8. prosinca. U siječnju 2018. godine na upit je li pogledala film, Kerrigan je odgovorila da nije i nadodala: "Ja sam bila žrtva. Previše sam zaokupljena vođenjem vlastitog života".

### Kritike
Na popularnoj internetskoj stranici koja se bavi prikupljanjem filmskih kritika, Rotten Tomatoes, film Ja, Tonya ima 89% pozitivnih ocjena temeljenih na 199 zaprimljenih tekstova uz prosječnu ocjenu 7.8/10. Zajedničko mišljenje kritičara te stranice glasi: "Predvođen snažnim performansama glumica Margot Robbie i Allison Janney, film Ja, Tonya pronalazi idealan humor u ovoj priči temeljenoj na stvarnim događajima bez da gubi na svojoj tragičnosti i emotivnoj rezonanci". Na drugoj internetskoj stranici koja se također bavi prikupljanjem filmskih kritika, Metacritic, film Ja, Tonya ima prosječnu ocjenu 77/100 temeljenu na 44 zaprimljena teksta.

### Nagrade
Nakon početka kino distribucije, film Ja, Tonya dobio je mnoge nagrade i nominacije u raznim kategorijama. Na dodjeli nagrade Australske akademije Robbie je pobijedila u kategoriji najbolje glumice, a Janney u kategoriji najbolje sporedne glumice. Film Ja, Tonya nominiran je u pet kategorija za prestižnu britansku nagradu BAFTA uključujući one u kategorijama najbolje glavne glumice i najboljeg originalnog scenarija (Rogers). Film je nominiran u pet kategorija za nagradu Udruženja kritičara Amerike, a pobijedio je u kategorijama najbolje glumice (Robbie) i najbolje sporedne glumice (Janney). Na dodjeli nagrade Zlatni globus, Allison Janney pobijedila je u kategoriji najbolje sporedne glumice, a sam film bio je nominiran u još dvije kategorije - za najbolju glavnu glumicu u mjuziklu ili komediji (Robbie) i za najbolji film (mjuzikl ili komedija). Film Ja, Tonya nominiran je za tri nagrade Independent Spirit Awards, a dobio je i nominaciju Udruženja producenata Amerike. Robbie i Janney nominirane su u kategorijama najbolje glavne odnosno najbolje sporedne glumice za nagradu Udruženja glumaca Amerike. Rogers je zaradio nominaciju za nagradu Udruženja scenarista Amerike u kategoriji najboljeg originalnog scenarija.

## Vanjske poveznice
- Ja, Tonya u internetskoj bazi filmova IMDb-a